# إيفان موراليس
إيفان موراليس (بالإسبانية: Iván Morales)‏ مواليد 9 أكتوبر 1991 في تيخوانا، هو ملاكم محترف مكسيكي يصنف ضمن فئة وزن الديك.

## إحصائيات
خاض خلال مسيرته 31 نزالا، فاز في 29 ولم يتعادل وخسر في 2. فاز بالضربة القاضية في 17 نزالا.

## روابط خارجية
- إيفان موراليس على موقع بوكس ريك (الإنجليزية) (registration required)